# Österreichische Handballmeisterschaft (Frauen) 2017/18
Die 47. Saison der Women Handball Liga Austria (WHA) begann am 9. September 2017.
In der höchsten österreichischen Frauenliga waren 12 Mannschaften vertreten.

## Modus
Im Grunddurchgang spielten die zwölf Mannschaften ein Doppelrundenturnier. Die beiden erstplatzierten Mannschaften erreichten das WHA-Finale, das in zwei Spielen im Europacup-Modus ausgetragen wurde.

## Grunddurchgang
| Pl. | Verein                                | Sp. | S  | U | N  | Tore      | Diff. | Punkte |
| --- | ------------------------------------- | --- | -- | - | -- | --------- | ----- | ------ |
| 1.  | Hypo NÖ                               | 22  | 21 | 0 | 1  | 0659:4450 | +214  | 42     |
| 2.  | UHC Müllner Bau Stockerau             | 22  | 18 | 1 | 3  | 0598:5210 | +77   | 37     |
| 3.  | MGA Fivers                            | 22  | 17 | 0 | 5  | 0588:4990 | +89   | 34     |
| 4.  | HC Sparkasse BW Feldkirch             | 22  | 12 | 1 | 9  | 0556:5550 | +1    | 25     |
| 5.  | SSV Dornbirn Schoren                  | 22  | 12 | 0 | 10 | 0612:6070 | +5    | 24     |
| 6.  | HIB Handball Graz                     | 22  | 12 | 0 | 10 | 0580:5320 | +48   | 24     |
| 7.  | WAT Atzgersdorf                       | 22  | 10 | 1 | 11 | 0565:5920 | −27   | 21     |
| 8.  | Roomz Hotels ZV Handball Wr. Neustadt | 22  | 9  | 0 | 13 | 0478:5150 | −37   | 18     |
| 9.  | ATV Trofaiach                         | 22  | 6  | 1 | 15 | 0496:5580 | −62   | 13     |
| 10. | Union St. Pölten (Frauen)             | 22  | 6  | 0 | 16 | 0527:5980 | −71   | 12     |
| 11. | UHC Eggenburg                         | 22  | 4  | 1 | 17 | 0495:5830 | −88   | 9      |
| 12. | Union APG Korneuburg Handball Damen   | 22  | 2  | 1 | 19 | 0482:6310 | −149  | 5      |

Hypo NÖ bezog im Oktober 2017 bei HIB Handball Graz in der WHA eine 28:29-Niederlage und schied im ÖHB-Cup-Viertelfinale gegen UHC Müllner Bau Stockerau mit 19:24 überraschend klar aus. Trotz einiger Umbrüche im Kader konnten die Südtstädterinnen den Grunddurchgang überlegen gewinnen. Am 7. April 2018 nahm Hypo NÖ gegen den UHC Stockerau mit einem 37:12-Kantersieg eine eindeutige Revanche.
Auflösungserscheinungen gab es beim Absteiger Union APG Korneuburg Handball Damen, der in der Endphase der Meisterschaft ohne professionellen Trainer auskommen musste.

## Finale
| 16.05.2018 | UHC Müllner Bau Stockerau - Hypo NÖ | 22:33 |
| 20.05.2018 | Hypo NÖ - UHC Müllner Bau Stockerau | 31:24 |

Hypo NÖ wurde damit zum 42. Mal in Serie Handball-Meister. Cup-Sieger wurde der UHC Müllner Bau Stockerau mit einem 27:26-Finalsieg gegen Union St. Pölten (Frauen).

## Sonstiges
Parallel zum WHA-Bewerb wird der Nachwuchsbewerb "Unter 18" (WHA U18) durchgeführt (nur Grunddurchgang).
Die zweithöchste Spielklasse ist die Bundesliga Frauen (BLF) mit 8 Mannschaften. Nach dem Grunddurchgang wird die Reihung und Abschlusstabelle in einem oberen und unteren Playoff ermittelt.